# سراب بيشة (مقاطعة دورود)
سراب بيشة (بالفارسية: سراب بیشه) هي قرية تقع في قسم دورود الريفي (مقاطعة دورود) في إيران. يقدر عدد سكانها بـ 42 نسمة بحسب إحصاء 2016.